# Dobbertiner Einschreibebuch

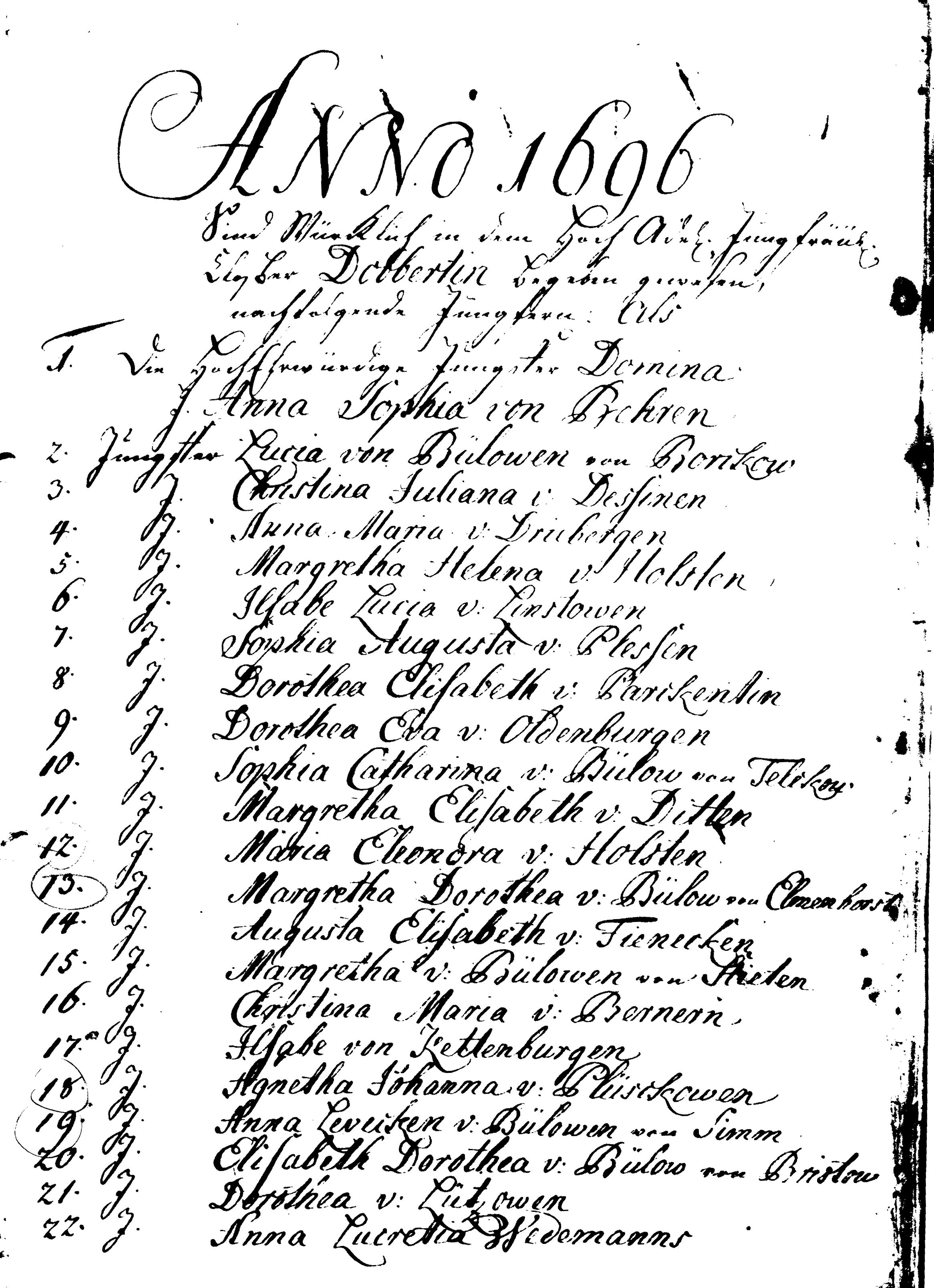
Erste Seite des Dobbertiner Einschreibebuchs

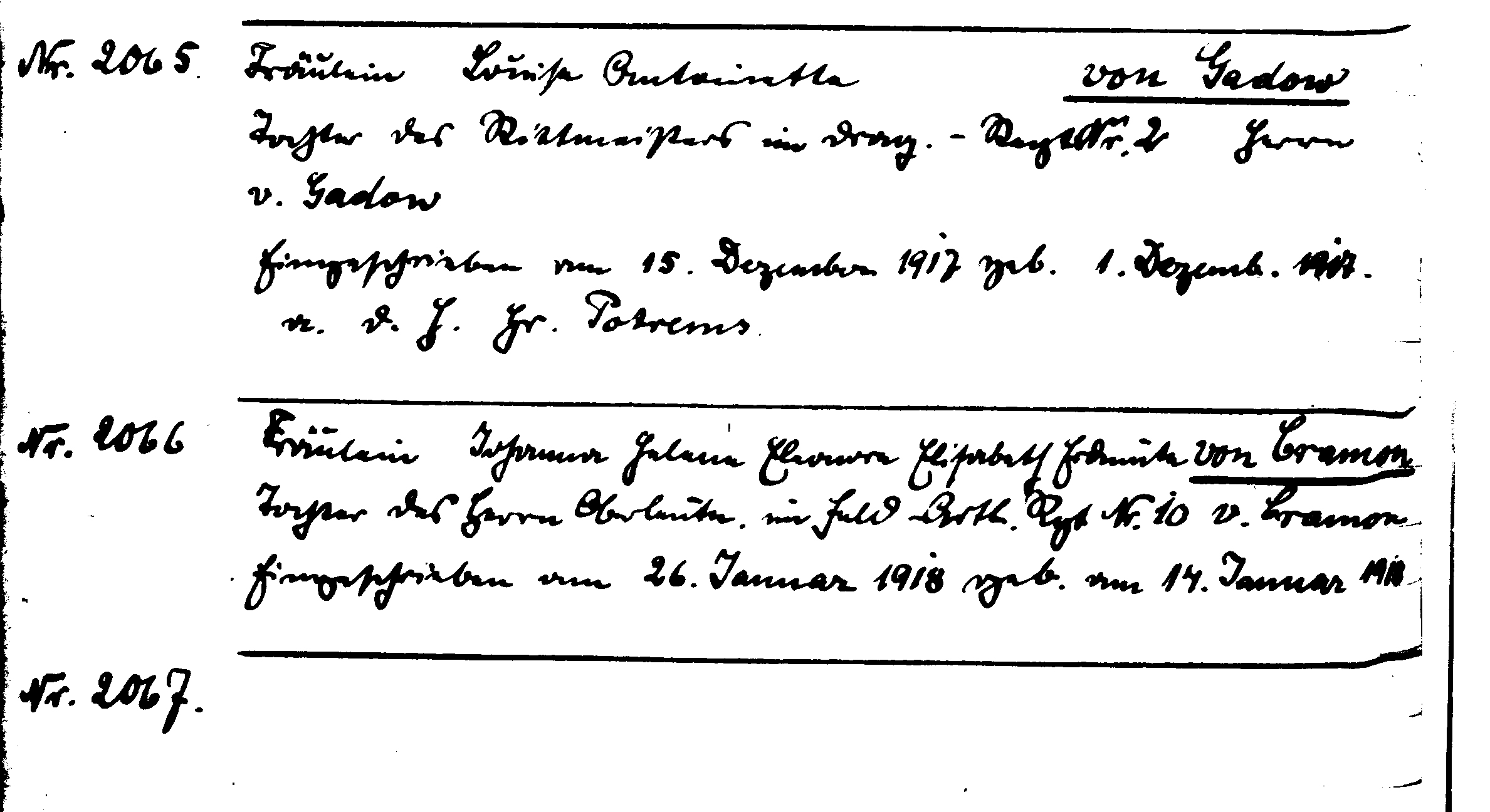
Letzte Einschreibungen

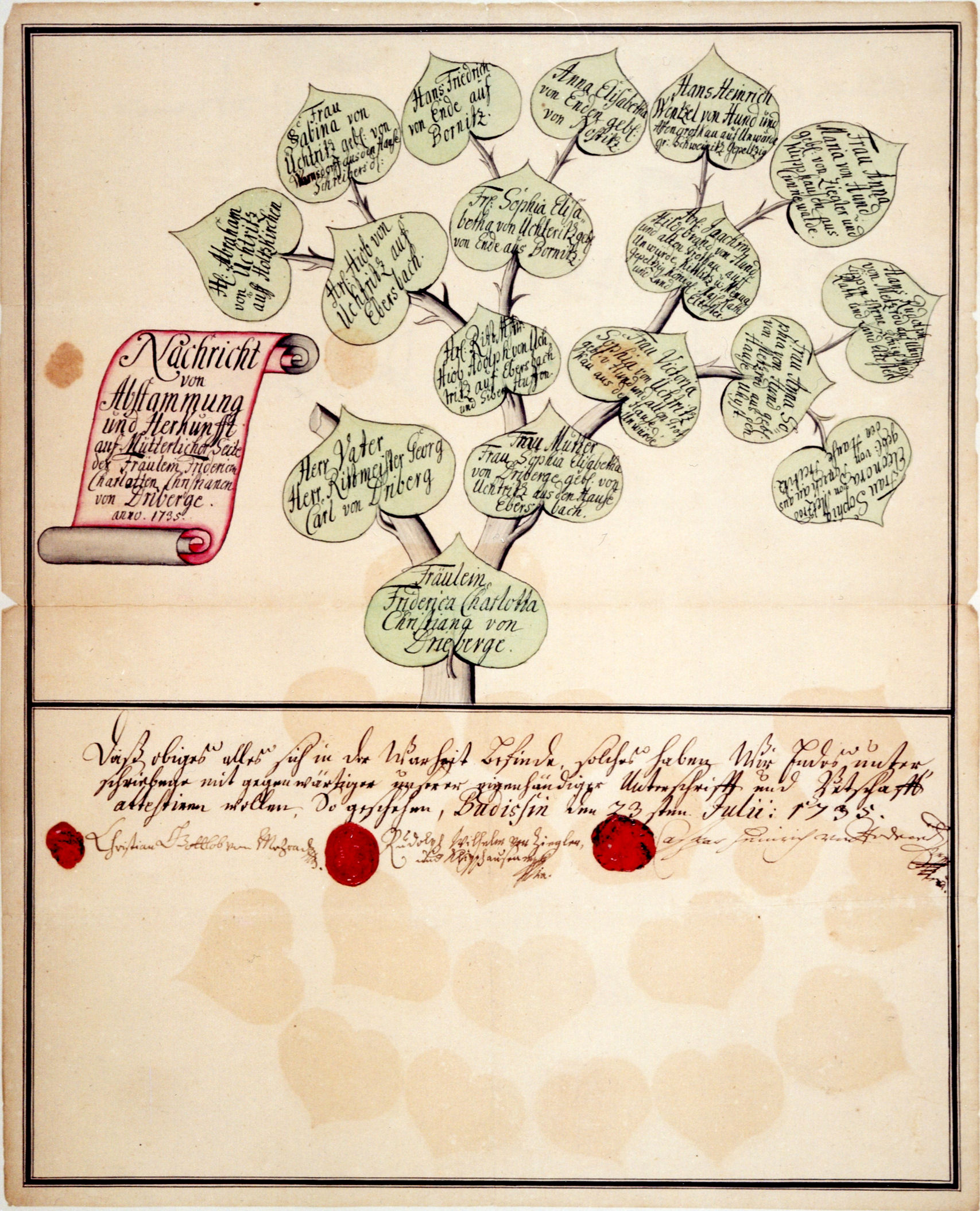
1735 ins Kloster Dobbertin eingereichter Adelsnachweis für Friederica Charlotta Christina von Drieberg

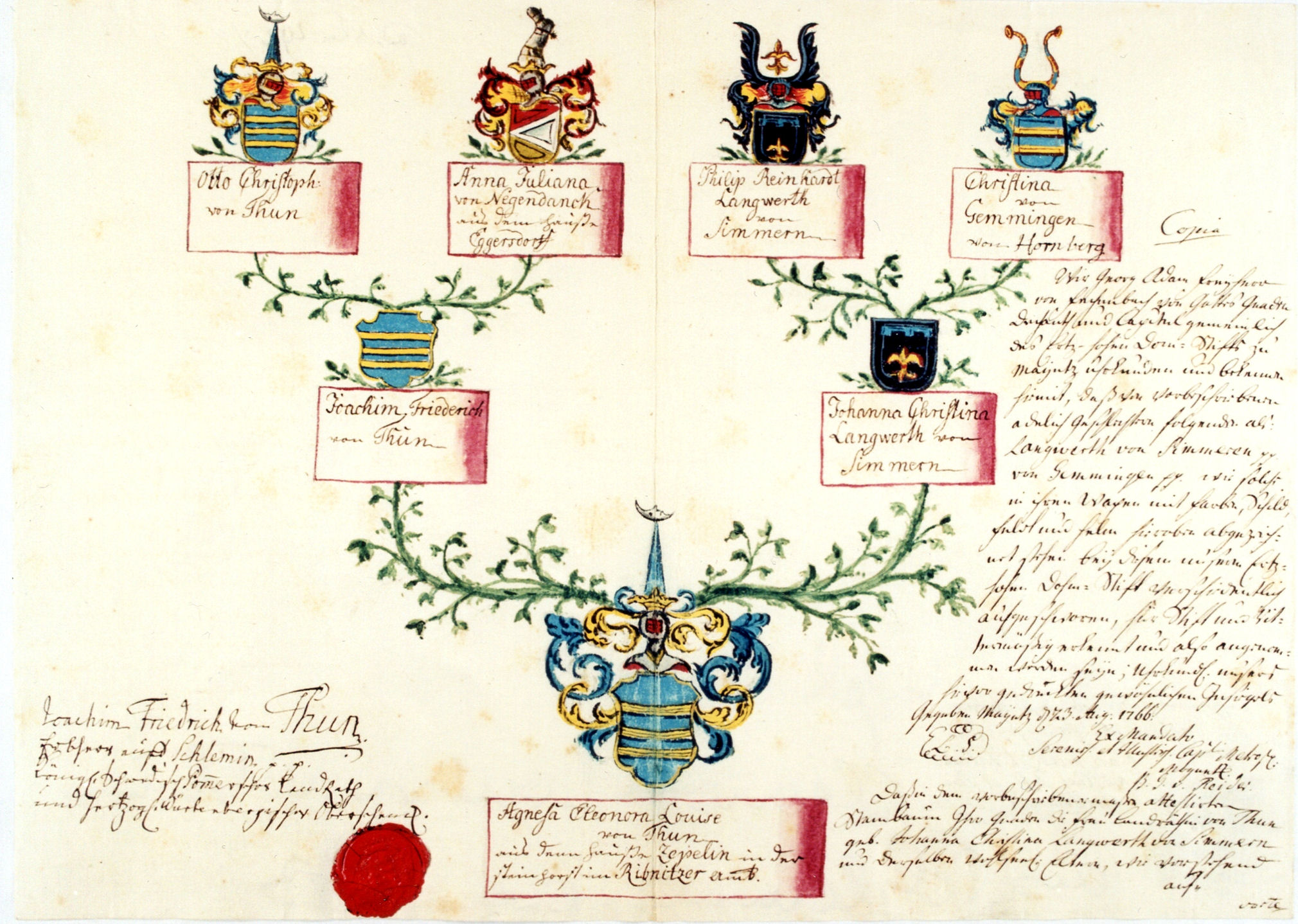
Ahnentafel aus 1766 für Agnesa Eleonora Louisa von Thun

Das Dobbertiner Einschreibebuch gibt Aufschluss über die als Konventualinnen in das Kloster Dobbertin in Mecklenburg eingeschriebenen, adeligen Jungfrauen und wurde exakt über die Jahre 1696 bis 1918 geführt. Das Dokument aus der Zeit, in der das Kloster ein evangelisches adeliges Damenstift war, enthält auch Informationen zur Geschichte vieler mecklenburgischer Adelsfamilien. In den 222 Jahren ließen 160 der bekanntesten und ältesten Adelsfamilien ihre Töchter im Kloster Dobbertin einschreiben. Das Original des Dobbertiner Einschreibebuches befindet sich im Landeshauptarchiv Schwerin. Die ersten Konventualinnen waren wohl ausschließlich Jungfrauen adeligen Standes.
Die Einschreibungen von Töchtern ratsfähiger Bürgerfamilien der mecklenburgischen Landstädte erfolgten erst ab 1737 auf Listen und endeten 1919.

## Adelige Einschreibungen
Als nach der Reformation ab 1572 die Übergabe der mecklenburgischen Klöster an die Ritter- und Landschaft erfolgte, wurde auch das Dobbertiner Kloster zu einem evangelischen, adeligen Damenstift zur christlich ehrbaren Auferziehung inländischer Jungfrauen bestimmt. Die Vorteile dieser Stiftung genossen in den folgenden Jahrhunderten alleinstehende Jungfrauen des Landadels als Konventualinnen, auch Stiftsdamen, Klosterdamen oder Fräulein genannt.
Die Aufnahme der Jungfrauen von Adel und später auch aus den ratsfähigen Bürgerfamilien der Städte war, soweit im Damenstift die Mittel und Plätze reichten, vorerst alleinige Sache der Provisoren und des Küchenmeisters als Finanzbeamten. Aufnahmebedingungen nach der Klosterordnung von 1572 waren unter anderem neben der christlichen Religion und der Jungfräulichkeit noch die adelige Herkunft mit der Beibringung des Ahnennachweises.
Anfangs kauften sich die Frauen oder deren Väter eine Anwartschaft auf einen Klosterplatz. Später wurde das bisherige Einkaufsgeld in ein Einschreibegeld umgewandelt. Dazu steht in der Klosterordnung: „das eine gewisse Anzahl Jungfrauen in die Klöster genommen, welche nach ihrem Vermögen zur Unterhaltung des Klosters auch etwas Geld mit hineinbringen, so sie im Kloster bleiben und sterben würden, alles bei dem Kloster zu verbleiben hat… .“ Im Rechnungsbuch des Klosters Dobbertin von 1491 bis 1872 befinden sich genaue von den Priorinnen und nach der Reformation von den Dominae getätigte Aufzeichnungen und Nachweise zu den Einzahlungen der aufgenommenen Jungfrauen.
Nach 1572 erfolgten die Einschreibungen vorerst auf Listen und in einigen Rechnungsbüchern, die nicht immer vollständig waren. Vorhanden sind im Landeshauptarchiv Schwerin noch Verzeichnisse von 1491 bis 1560 und von 1600 bis 1633 der Priorinnen und Klosterjungfrauen zu Dobbertin. Die Originale befinden sich im Dänischen Reichsarchiv zu Kopenhagen, wo sie dort durch Friedrich Lisch am 17. Mai 1859 abgeschrieben, verglichen und beglaubigt wurden. Darin befinden sich Töchter folgender Adelsfamilien:
- von Barold
- von Bischwang
- von Brockmanns
- von Dessin
- Schlottmann von Freyburg
- von Ganz (von Putlitz)
- von Halberstadt
- von Hagenow
- von Kerkberg
- von Koller
- von Kroepelin
- von Rostke
- von Scharffenberg
- von Schwerin
- von Stoislaff
- von Wamekow

Ab 1696 wurde in Dobbertin dann das große in Leder gebundene Einschreibebuch mit einer Nummernfolge geführt, nach der die Klosterplätze zukünftig vergeben wurden. Die letzte Eintragung erfolgte am 26. Januar 1918 unter der Nummer 2066.
Das Recht zur Einschreibung seiner Töchter in das Landeskloster sollte in der Folgezeit zu einem wichtigen Privileg des alten und eingeborenen mecklenburgischen Adels werden.
Durch die Einschreibungen sicherten die Eltern ihren Töchtern frühzeitig eine geregelte Altersversorgung. Daher ließen sie schon wenige Tage nach der Geburt die älteste Tochter in Dobbertin, die zweitgeborene im Kloster Malchow und die dritte im Kloster Ribnitz einschreiben. Vor Zeiten der Depeschen und des Telefons war die Anmeldung noch schwierig: Bereits in den Tagen vor der Geburt eines Kindes standen ständig einige gesattelte Reitpferde im Stall des adligen mecklenburgischen Rittergutsbesitzers bereit. Falls ihm eine Tochter geboren wurde, galt es, einen Reitknecht sofort mit der Nachricht abzusenden und das Kind schleunigst beim Küchenmeister im Klosteramt zu Dobbertin eintragen zu lassen. Denn die Reihenfolge der Einschreibungen nahm der Küchenmeister erst nach Vorlage des Einschreibegeldes vor. Oft war die schnelle Einschreibung für die spätere Aufnahme entscheidend, besonders wenn frühere Anwärterinnen heirateten, verstarben oder die Anerkennung der Klosterfähigkeit verweigert wurde. Die Prüfung der Klosterfähigkeit war Sache der Provisoren. Zur Erlangung einer Expektance, der Anwartschaft auf eine Klosterstelle, war der Ahnennachweis beizubringen. Mit der Ahnentafel waren die Geburtsurkunde der Großmutter väterlicherseits und der Großeltern mütterlicherseits vorzulegen. In zweifelhaften Fällen erfolgte die Entscheidung, aber auch die Bestätigung der Klosterfähigkeit immer durch den Landtag.
Wenn ein Klosterplatz frei wurde, konnte nach Aufforderung das nächste eingeschriebene Fräulein nachrücken. In Dobbertin wohnten in der Regel 32 Konventualinnen. Da die vielen Einschreibungen die Zahl der vorhandenen Plätze überstiegen, mussten die Fräuleins nicht selten einige Zeit warten, bis man überhaupt zu einer viertel oder halben Hebung kam, wie man das mühelose Einkommen im Kloster nannte.
Am 22. April 1974 verstarb die am 20. April 1891 auf Burg Schlitz geborene und unter der Nr. 1824 eingeschriebene Elisabeth-Charlotte Gräfin von Bassewitz-Perlin als letzte in Dobbertin lebende Konventualin des Damenstifts. Sie wurde auf dem historischen Klosterfriedhof beigesetzt.

## Bürgerliche/städtische Einschreibungen
Von Bürgertöchtern und deren Aufnahme in den adligen Konvent ist vor 1606 wenig zu erfahren. Auf dem Landtag am 25. Juni 1606 beschwerten sich in Sternberg die Städte beim Herzog, ihre Töchter mögen nicht ausgeschlossen werden, was die Ritterschaft zurückwies. Auch in den noch vorhandenen Rechnungsbüchern sind keine Eintragungen vermerkt.
1696 wurde eine Aufstellung der damals zweiundzwanzig Konventualinnen des Hoch Adelichen Jungfräulein Klosters Dobbertin angefertigt. Ab 1698 wurden dann ausführliche Revisionsprotokolle angefertigt.
Noch 1723 war die Landschaft bei der Besetzung von Klosterstellen ausgeschlossen. Erst durch Landtagsbeschluss am 14. November 1737 in Güstrow kamen die Städte „durch Sonderanteil“ in Dobbertin in den Genuss von drei bürgerlichen/städtischen Klosterstellen zur vollen Hebung. 1634 wurde das Gesuch des Lüneburger Pastors Tobias Dornkeills und 1650 das Gesuch Nicolaus Bergmanns als Leibbarbier des Herzogs Adolf Friedrich von Mecklenburg um Aufnahme seiner Schwester Ilselbe ins Kloster abgelehnt. Als außergewöhnlichen Sonderfall wurde aber die 1634 auf dem Landtag zu Sternberg am Judenberg zugesprochene Stelle und Aufnahme der Sternberger Bürgertochter Anna Wolter in das Kloster Dobbertin bezeichnet. Als Tochter des Mecklenburgischen Hofgerichtsrates und Notars Ludovici Wolters wurde ihr ohne rechtliche Grundlage die nächste frei werdende Stelle zugesprochen. Nach 1655 kam mit der Jungfer Elisabeth Jams und ab 1685 mit der Jungfer Anna Lukretia Wedemann je eine weitere „Demoiselle“ ins Kloster Dobbertin, über die auf den Landtagen heftig gestritten wurde.
Bis 1919 erfolgten die Einschreibungen nach den gleichen Aufnahmebedingungen und Formalitäten wie bei den adeligen Töchtern, nur ohne Ahnennachweis. In Dobbertin waren bis zu drei Klosterstellen durch bürgerliche Töchter zu besetzen. Sie rangierten aber immer an letzter Stelle unter den 32 Konventualinnen im Klösterlichen Konvent.
Die Töchter von Bürgermeistern und Magistratspersonen kamen aus den Städten Brüel, Bützow, Crivitz, Dömitz, Goldberg, Grabow, Grevesmühlen, Güstrow, Laage, Malchin, Malchow, Neubrandenburg, Neustrelitz, Parchim, Rehna, Röbel/Müritz, Sternberg, Teterow, Waren (Müritz), Warin, Schwaan, Schwerin und Tessin.

## Im Einschreibebuch verzeichnete Adelsfamilien
Die nachfolgende Tabelle zeigt eine Übersicht über die im Buch eingeschriebenen Adelsgeschlechter mit der Anzahl der eingetragenen Töchter.
| Anzahl der Eintragungen von Töchtern | Adelsfamilie                    |
| ------------------------------------ | ------------------------------- |
| 13                                   | von Arenstorff                  |
| 13                                   | von Arnim                       |
| 13                                   | von Barner                      |
| 65                                   | von Bassewitz und Gräfinnen     |
| 26                                   | von Behr                        |
| 10                                   | von Behr-Nagendanck             |
| 2                                    | von Below                       |
| 36                                   | von Bernstorff und Gräfinnen    |
| 2                                    | von Bibow                       |
| 68                                   | von Blücher und Gräfinnen       |
| 9                                    | von Boddien                     |
| 1                                    | von Biel                        |
| 1                                    | von Böhl                        |
| 29                                   | von Both                        |
| 5                                    | von Bothmer und Gräfinnen       |
| 4                                    | von Borck(e)                    |
| 13                                   | von Brandenstein und Baronessen |
| 5                                    | von Bredow                      |
| 14                                   | von Buch                        |
| 3                                    | von Buchwaldt                   |
| 188                                  | von Bülow                       |
| 9                                    | von Cramon                      |
| 1                                    | von Dessin                      |
| 36                                   | von Dewitz                      |
| 2                                    | von Ditten                      |
| 5                                    | von Döring                      |
| 4                                    | von Dorne                       |
| 8                                    | von Drieberg                    |
| 16                                   | von Engel                       |
| 1                                    | von Eyben                       |
| 10                                   | von Fabrice                     |
| 9                                    | von Ferber                      |
| 2                                    | von Finecke                     |
| 40                                   | von Flotow                      |
| 6                                    | von Forstner                    |
| 5                                    | von Gadow                       |
| 4                                    | von Gamm                        |
| 11                                   | von Gentzkow                    |
| 4                                    | von Gloeden                     |
| 1                                    | von Gülich                      |
| 4                                    | von Grabow                      |
| 26                                   | von Graevenitz                  |
| 4                                    | von Grambow                     |
| 8                                    | von Gundlach                    |
| 1                                    | von Haeseler                    |
| 2                                    | von Hagen                       |
| 7                                    | von Hahn und Gräfinnen          |
| 27                                   | von Hammerstein und Baronessen  |
| 2                                    | von Hardenberg und Gräfinnen    |
| 3                                    | von Heyden                      |
| 18                                   | von Hobe                        |
| 21                                   | von Holstein und Gräfinnen      |
| 2                                    | von Hopffgarten                 |
| 5                                    | von Jasmund                     |
| 4                                    | von Kahlden                     |
| 4                                    | von Karstedt                    |
| 25                                   | von Kamptz                      |
| 9                                    | von Kardorff                    |
| 10                                   | von Ketelhodt                   |
| 9                                    | von der Kettenburg              |
| 1                                    | von Keyserlingk                 |
| 2                                    | von Klinggräff                  |
| 11                                   | von dem Knesebeck               |
| 6                                    | von Knuth                       |
| 2                                    | von Koenemann                   |
| 27                                   | von Kohlhans-Stralendorff       |
| 11                                   | von Koppelow                    |
| 3                                    | von Koseboth                    |
| 1                                    | von Koss                        |
| 1                                    | von Krackewitz                  |
| 4                                    | von Kruse                       |
| 2                                    | von Ladiges                     |
| 7                                    | von Laffert                     |
| 9                                    | von der Lancken                 |
| 6                                    | von Langen                      |
| 3                                    | von Langermann-Erlenkamp        |
| 4                                    | von Leers                       |
| 13                                   | von Lehsten                     |
| 2                                    | von Lepel                       |
| 25                                   | von Levetzow                    |

| Anzahl der Eintragungen von Töchtern | Adelsfamilie                  |
| ------------------------------------ | ----------------------------- |
| 8                                    | von Linstow                   |
| 18                                   | von Lowtzow                   |
| 26                                   | von Lücken                    |
| 59                                   | von der Lühe                  |
| 48                                   | von Lützow und Baronessen     |
| 1                                    | von Marschall                 |
| 20                                   | von Mecklenburg               |
| 6                                    | von Meding                    |
| 18                                   | von Meerheimb und Baronessen  |
| 1                                    | von Meyenn                    |
| 3                                    | von Möllendorff               |
| 16                                   | von Moltke                    |
| 9                                    | von Müller                    |
| 11                                   | von Moltzahn                  |
| 16                                   | von Maltzahn                  |
| 33                                   | Baronessen von Maltzahn       |
| 20                                   | Baronessen von Maltzan        |
| 2                                    | Gräfinnen von Maltzan         |
| 1                                    | von Negendanck                |
| 1                                    | von Normann                   |
| 107                                  | von Oertzen                   |
| 13                                   | von Oldenburg                 |
| 6                                    | von der Osten                 |
| 6                                    | von Passow                    |
| 1                                    | von Peccatel                  |
| 4                                    | von Petersdorff               |
| 19                                   | von Pentz                     |
| 1                                    | von Perkentin                 |
| 56                                   | von Plessen und Baronessen    |
| 10                                   | von Plüskow                   |
| 18                                   | von Preen                     |
| 27                                   | von Pressentin                |
| 8                                    | von Pritzbuer                 |
| 13                                   | von Quitzow                   |
| 7                                    | von Raben                     |
| 5                                    | von Rantzau                   |
| 16                                   | von Raven                     |
| 20                                   | von Restorff                  |
| 1                                    | von Reventlow (Reventlau)     |
| 14                                   | von Rieben                    |
| 7                                    | Gräfinnen von Rittberg        |
| 4                                    | von Rodde                     |
| 32                                   | von Rohr                      |
| 1                                    | von Saldern                   |
| 31                                   | von Schack                    |
| 4                                    | von Scheel                    |
| 2                                    | von Schencken                 |
| 5                                    | von Scheve                    |
| 8                                    | von Schlieffen                |
| 22                                   | von Schuckmann                |
| 2                                    | Gräfinnen von der Schulenburg |
| 6                                    | Gräfinnen von Schwerin        |
| 2                                    | von Schwichelt                |
| 7                                    | von Sperling                  |
| 4                                    | von Spörcken                  |
| 1                                    | von Staffeldt                 |
| 11                                   | von Stenglin                  |
| 1                                    | von Stern                     |
| 2                                    | von Stensloff                 |
| 7                                    | von Storch                    |
| 8                                    | von Thomstorff                |
| 7                                    | von Thun                      |
| 3                                    | von Tornow                    |
| 1                                    | von Treuenfels                |
| 14                                   | von Vieregge (Viereck)        |
| 1                                    | von Vogelsang                 |
| 15                                   | von Voß und Gräfinnen         |
| 1                                    | von Wackerbarth               |
| 13                                   | von Waldow                    |
| 4                                    | von Walsleben                 |
| 7                                    | von Wangelin                  |
| 5                                    | von Warburg                   |
| 6                                    | von Warnstedt                 |
| 21                                   | von Weltzien                  |
| 4                                    | von Wenckstern                |
| 1                                    | von Wendessen                 |
| 13                                   | von Wickede                   |
| 24                                   | von Winterfeld                |
| 18                                   | von Zepelin/Zeppelin          |
| 23                                   | von Zülow                     |

### Ungedruckte Quellen
- Kirchenbücher Dobbertin 1674–1804, 1805–1905.
- Kirchenbuch der Gemeinde Dobbertin 1906–2012
- Landeshauptarchiv Schwerin (LHAS)
  - LHAS 3.2-3/1 Landeskloster/Klosteramt Dobbertin Aufnahmevoraussetzungen Nr. 83, 85, 243, 246. Anwartschaften und Einschreibungen 1660, 1696–1921 Nr. 223–226, 241–249, 252–262, 315–324. Klosterlisten Nr. 86–89, 212–272. Natural- und Geldeinkünfte der Konventualinnen Nr. 389–391. Ahnentafeln einzelner Adelsfamilien Nr. 281–295.
  - LHAS 3.121. 2b Mecklenburgische Landstände mit dem Engeren Ausschuß
- Horst Alsleben: Alphabetisches Verzeichnis zum Dobbertiner Einschreibebuch. Schwerin 2012.
- Stadtarchiv Ribnitz Kloster Dobbertin D 46, D 50.
- Sterbebuch Dobbertin im Amt Goldberg 1876–1954.

### Historische Quellen
- (Groß)Herzoglicher Mecklenburg-Schweriner Staatskalender. Klöster, milde Stiftungen und Wohltätigkeitsanstalten, A. Jungfrauenklöster, Klosteramt Dobbertin. Nr. 1–143. Schwerin 1776–1918.
- Veränderte Bestimmungen der Landschaft Mecklenburgischen und Wendischen Kreises wegen der Expectanz - Erteilungen auf die Landschaftlichen Stellen in den drei Landesklöstern. Bürgermeister und Rat der Vorderstädte, Parchim und Güstrow, 3. April 1858.